# Chelmsford
Chelmsford è una città dell'Inghilterra, capoluogo della contea dell'Essex. Nel 2021 l'area metropolitana contava 110 606 abitanti.

## Geografia
È situata presso la confluenza del fiume Can nel Chelmer, a circa 50 km a nordest di Londra e a 35 km a sud-ovest di Colchester.

## Storia
Il nome deriva dal Ceolmaer's Ford (guado di Ceolmaer), situato vicino a dove ora si trova il ponte di pietra di High Street. Nel Domesday Book del 1086 è chiamata Celmeresfort, mentre nel 1189 era già chiamata Chelmsford, probabilmente derivante dal fiume Chelmer. In epoca romana, la città era chiamata Caesaromagnus.
A Chelmsford Guglielmo Marconi costruì i New Street Works, la prima fabbrica di radio del mondo nel 1898; la città è stata anche la sede delle prime trasmissioni radiofoniche nel 1920, mentre le prime trasmissioni radio del mondo furono realizzate a Writtle, nei pressi di Chelmsford, nel 1922. Oggi, l'edificio dei New Street Works, che è stato ribattezzato Marconi Building, è ancora presente e si può visitare; inoltre, è stato categorizzato come un monumento classificato.
Le lettere patenti che concedevano a Chelmsford lo status di città sono state ricevute il 6 giugno 2012. Chelmsford ricevette lo status di città, insieme a Perth e St Asaph, per celebrare il Giubileo di diamante della regina Elisabetta II.

## Monumenti e luoghi d'interesse
- Cattedrale di Chelmsford, una delle più piccole dell'Inghilterra.
- Hylands Park, villa neoclassica situata ad ovest della città.
- Shire Hall, in stile georgiano.
- Marconi Building, edificio dove si trovava la prima fabbrica di radio al mondo, fondata da Guglielmo Marconi.

## Sport

### Calcio
Il Chelmsford City F.C. è il più importante club calcistico cittadino. Attualmente, la squadra milita nella National League South.

## Amministrazione

### Gemellaggi
- Annonay, dal 2000
- Backnang
- Benevento